# Lawson Craddock
Gregory (Lawson) Craddock (Houston, 20 februari 1992) is een Amerikaans voormalig wielrenner.

## Overwinningen
2010
 Amerikaans kampioen op de weg, Junioren
 Amerikaans kampioen tijdrijden, Junioren
2e en 3e etappe Trofeo Karlsberg
Eindklassement Trofeo Karlsberg
2011
8e etappe deel A Ronde van Guadeloupe
2e etappe Le Triptyque des Monts et Châteaux
2012
5e etappe Ronde van de Gila
2013
2e etappe deel B Le Triptyque des Monts et Châteaux
Jongerenklassement Ronde van Californië
2014
Jongerenklassement Ronde van Californië
2021
 Amerikaans kampioen tijdrijden, Elite
2022
 Amerikaans kampioen tijdrijden, Elite

## Resultaten in voornaamste wedstrijden
| Jaar | Ronde van Italië | Ronde van Frankrijk | Ronde van Spanje |
| ---- | ---------------- | ------------------- | ---------------- |
| 2014 |                  |                     | opgave           |
| 2015 |                  |                     | 42e              |
| 2016 |                  | 124e                |                  |
| 2017 |                  |                     |                  |
| 2018 |                  | 145e (laatste)      |                  |
| 2019 |                  |                     | 59e              |
| 2020 | opgave           |                     |                  |
| 2021 |                  |                     | 69e              |
| 2022 | 107e             |                     | 55e              |
| 2023 |                  | 84e                 |                  |
| 2024 |                  |                     |                  |

| Jaar | Milaan-San Remo | Amstel Gold Race | Luik-Bast.‑Luik | Ronde van Lombardije | Waalse Pijl | Clásica San Sebastián |  | WK op de weg |  | Wereldranglijsten |
| ---- | --------------- | ---------------- | --------------- | -------------------- | ----------- | --------------------- |  | ------------ |  | ----------------- |
| 2014 |                 |                  |                 | opgave               |             | 88e                   |  |              |  |                   |
| 2015 |                 |                  | opgave          | opgave               | opgave      |                       |  | 109e         |  |                   |
| 2016 |                 |                  | 37e             |                      | 121e        |                       |  |              |  | 156e (UWT)        |
| 2017 |                 |                  |                 |                      |             |                       |  |              |  |                   |
| 2018 |                 | 9e               | 109e            |                      | opgave      | opgave                |  |              |  | 185e (UWT)        |
| 2019 | 44e             | 62e              | 46e             |                      | opgave      |                       |  | opgave       |  |                   |
| 2020 | 136e            |                  |                 |                      |             |                       |  | opgave       |  |                   |
| 2021 |                 | opgave           | 139e            |                      | 98e         |                       |  | 57e          |  |                   |
| 2022 | 124e            |                  |                 | 54e                  |             |                       |  |              |  |                   |
| 2023 |                 | opgave           | 73e             |                      | 113e        | opgave                |  | opgave       |  |                   |
| 2024 |                 | 81e              |                 |                      | opgave      | opgave                |  |              |  |                   |

### Resultaten in kleinere rondes
| Jaar | Tour Down Under | Parijs-Nice | Ronde van Catalonië | Ronde van het Baskenland | Ronde van Californië | Critérium du Dauphiné | Ronde van Zwitserland | Ronde van Polen |
| ---- | --------------- | ----------- | ------------------- | ------------------------ | -------------------- | --------------------- | --------------------- | --------------- |
| 2012 |                 |             |                     |                          | 37e                  |                       |                       |                 |
| 2013 |                 |             |                     |                          | 8e                   |                       |                       |                 |
| 2014 |                 |             |                     |                          | ↑                    |                       | 62e                   |                 |
| 2015 | opgave          |             | opgave              | 75e                      | 28e                  | 69e                   |                       | 17e             |
| 2016 |                 | 16e         |                     | 9e                       | 5e                   |                       |                       |                 |
| 2017 |                 | opgave      |                     |                          | 113e                 |                       | opgave                |                 |
| 2018 |                 | opgave      |                     | opgave                   | 52e                  | 96e                   |                       |                 |
| 2019 |                 | opgave      |                     | 44e                      | 42e                  |                       | opgave                |                 |
| 2020 |                 | opgave      |                     |                          |                      |                       |                       |                 |
| 2021 |                 |             |                     |                          |                      | 66e                   |                       |                 |
| 2022 |                 |             |                     |                          |                      |                       |                       | 78e             |
| 2023 |                 |             |                     | 76e                      |                      | 79e                   |                       |                 |
| 2024 |                 |             | opgave              |                          |                      |                       | opgave                |                 |

## Ploegen
- 2011 –  Trek-Livestrong U23
- 2012 –  Bontrager Livestrong Team
- 2013 –  Bontrager Cycling Team
- 2014 –  Team Giant-Shimano
- 2015 –  Team Giant-Alpecin
- 2016 –  Cannondale-Drapac Pro Cycling Team[1]
- 2017 –  Cannondale Drapac Professional Cycling Team
- 2018 –  Team EF Education First-Drapac p/b Cannondale
- 2019 –  EF Education First Pro Cycling
- 2020 –  EF Education First Pro Cycling
- 2021 –  EF Education-Nippo
- 2022 –  Team BikeExchange Jayco
- 2023 –  Team BikeExchange-Jayco
- 2024 –  Team Jayco AlUla

## Ronde van Frankrijk 2018
In de eerste etappe van Ronde van Frankrijk in 2018 liep Craddock bij een val een breuk in zijn schouderblad op. Omdat hij in deze tour via een sponsoractie geld op wilde halen voor een goed doel, reed Craddock de tour ondanks deze blessure helemaal uit. Hij stond van de eerste tot en met de laatste etappe als laatste in het algemeen klassement, iets dat nog niet eerder voorgekomen was, maar haalde 167.000 euro op.
Ahlstrand · Arndt · Barguil · Bulgaç · Craddock · Curvers · Damuseau · De Backer · De Kort · Degenkolb · Devenyns · Dumoulin · Fröhlinger · Geschke · Haga · Hupond · Janse van Rensburg · Ji · Kittel · Loh · T. Ludvigsson · Mezgec · Olivier · Peterson · Preidler · Sinkeldam · Sprick · Stamsnijder · Timmer · Veelers · Lammertink (stagiair) · F. Ludvigsson (stagiair) 
Arndt · Barguil · Craddock · Curvers · De Backer · De Kort · Degenkolb · Dumoulin · Fairly · Fröhlinger · Geschke · Haga · Hupond · Ji · Jones · Kittel · F. Ludvigsson · T. Ludvigsson · Mezgec · Olivier · Preidler · Sinkeldam · Stamsnijder · Timmer · Van der Haar · Veelers · Waeytens · Walscheid (stagiair)
van Baarle · Bauer · Bettiol · Bevin · Breschel · Brown · Cardoso · Clarke · Craddock · Dombrowski · Formolo · Gaimon · Howes · King · Koren · Langeveld · Marangoni · Moser · Mullen · Navardauskas · Rolland · Skjerping · Skujiņš · Slagter · Talansky · Urán · Villella · Wippert · Woods · Zepuntke · Dibben (stagiair)
van Baarle · Bettiol · Bevin · Brown · Canty · Carthy · S. Clarke · W. Clarke · Craddock · Dombrowski · Formolo · Howes · Koren · Langeveld · Mullen · Phinney · Rolland · Scully · Skujiņš · Slagter · Talansky · Urán · Van Asbroeck · Vanmarcke · Villella · Wippert · Woods · Monk (stagiair)
Breschel · Brown · Canty · Cardona · Carthy · S. Clarke · W. Clarke · Craddock · Docker · Dombrowski · Howes · Langeveld · Magnusson · Martínez · McLay · Modolo · Moreno · Owen · Phinney · Rolland · Scully · Urán · Van Asbroeck · Vanmarcke · Woods
Bennett · van den Berg · Bettiol · Breschel · Brown · Caicedo · Carthy · Clarke · Craddock · Docker · Dombrowski · Higuita · Hofland · Howes · Kangert · Langeveld · Martínez · McLay · Modolo · Morton · Owen · Phinney · Scully · Urán · van Garderen · Vanmarcke · Villalobos · Whelan · Woods
Bennett · Bettiol · Caicedo · Carthy · Clarke · Cort · Craddock · Docker · Guerreiro · Halvorsen · Higuita · Hofland · Howes · Kangert · Keukeleire · Langeveld · Martínez · Morton · Owen · Powless · Rutsch · Scully · Urán · Van den Berg · Van Garderen · Vanmarcke · Villalobos (tot 1 augustus) · Whelan · Woods · Bissegger (stagiair)
Arroyave Cañas · Barta · Beppu · Van den Berg · Bettiol · Bissegger · Caicedo · Camargo · Carr · Carthy · Cort · Craddock · Docker · El Fares · Van Garderen tot en met 21 juni · Guerreiro · Higuita · Hofland · Howes · Keukeleire · Langeveld · Morton · Nakane · Owen · Powless · Rutsch · Scully · Urán · Valgren · Whelan
Balmer · Bauer · Bewley · Colleoni · Craddock · Durbridge · Edmondson · Grmay · Groenewegen · Groves · Hamilton · Hepburn · Howson · Jansen · Juul-Jensen · Kangert · Konysjev  · Maas · Matthews · Meyer · Mezgec · O'Brien · Peña · Reinders (vanaf 23/8) · Schultz · Scotson · Smith · Sobrero · Stewart · Yates · Bogusławski (stagiair) · De Pretto (stagiair) · Foldager (stagiair)
Balmer · Berhe · Colleoni · Craddock · De Marchi · Dunbar · Durbridge · Engelhardt · Grmay · Groenewegen · Hamilton · Harper · Hepburn · Jansen · Juul-Jensen · Maas · Matthews · Mezgec · O'Brien · Peña · Porter · Pöstlberger · Quick · Reinders · Scotson · Sobrero · Stewart · Štybar · Yates · Zana · Jørgensen (stagiair) · McKenzie (stagiair)
Berhe · Craddock · De Marchi · De Pretto · Dunbar · Durbridge · Engelhardt · Ewan · Foldager · Groenewegen · Hamilton · Harper · Hepburn · Jansen · Juul-Jensen · Maas · Matthews · Mezgec · O'Brien · Peña · Plapp · Porter · Quick · Reinders · Schmid · Scotson · Stewart · Walscheid · Yates · Zana
- International Standard Name Identifier: 0000 0003 6760 1065
- Library of Congress Control Number: no2012031389
- Virtual International Authority File: 233320107
- WorldCat: E39PBJvCPYHBDT8KFcfPD9rjG3